# Анастас Попфилипов
Анастас Попфилипов или Попкирьков (на гръцки: Αναστάσιος Παπαφιλίππου, Παπακυριακίδης) е гръцки учител и андартски деец от Западна Македония.

## Биография
Роден е в голямата костурска, предимно гъркоманска паланка Горенци. Учи в свещеническото училище в Барешани и в Битолската гръцка гимназия. Работи като гръцки учител във Вишени, откъдето обаче е принуден да бяга след началото на Гръцко-турската война в 1897 година. По-късно е назначен за учител във влашкото гъркоманско село Писодер. Подпомага залавянето на шестима българи, дейци на ВМОРО, криещи се в Битоля. В 1901 година поема гръцкото училище в битолското влашко село Гопеш, където румънската пропаганда е изключително активна. Работи активно с гръцкото битолско консулство и с местните андартски капитани Евтимиос Каудис, Георгиос Катехакис (Рувас) и Павел Киров. В Желево се среща с Павлос Мелас. По-късно работи в Габреш, Чурилово и Клисура, а в 1912 година се връща в Горенци. Обявен е за агент от II ред.
Умира в 1948 година.